# El bandido americano viene a bailar
El bandido americano viene a bailar es el vigésimo segundo álbum oficial en estudio del cantautor chileno Ángel Parra como solista. Fue lanzado originalmente en Francia en 1988, país donde el autor vivió el exilio producto de la dictadura militar en su país.

## Lista de canciones
Toda la música compuesta por Ángel Parra. 
| El bandido americano viene a bailar |                                       |          |  |
| N.º                                 | Título                                | Duración |  |
| 1.                                  | «Será mentira, será verdad»           | 2:32     |  |
| 2.                                  | «El bandido americano» (instrumental) | 2:02     |  |
| 3.                                  | «Ron y café»                          | 3:02     |  |
| 4.                                  | «El mentiroso»                        | 2:33     |  |
| 5.                                  | «Muñeca triste»                       | 4:09     |  |
| 6.                                  | «Muy buenas noches»                   | 3:21     |  |
| 7.                                  | «Grasse matinée»                      | 2:42     |  |
| 8.                                  | «Todo por un Chevrolet»               | 1:42     |  |
| 9.                                  | «Sandino»                             | 4:18     |  |
| 10.                                 | «Animales»                            | 2:15     |  |
| 11.                                 | «Mi tierra tiene un deseo»            | 2:20     |  |
| 30:56                               |                                       |          |  |